# Yakovlev Yak-130
Yakovlev Yak-130 là một máy bay huấn luyện kiêm tấn công mặt đất được OKB Yakovlev của Nga và hãng Aermacchi của Ý hợp tác thiết kế chế tạo. Được phát triển ngay sau khi Liên Xô sụp đổ, Yakovlev Yak 130 là một trong những máy bay huấn luyện và chiến đấu hạng nhẹ tiên tiến nhất hiện có trên thị trường quốc phòng quốc tế.

## Lịch sử

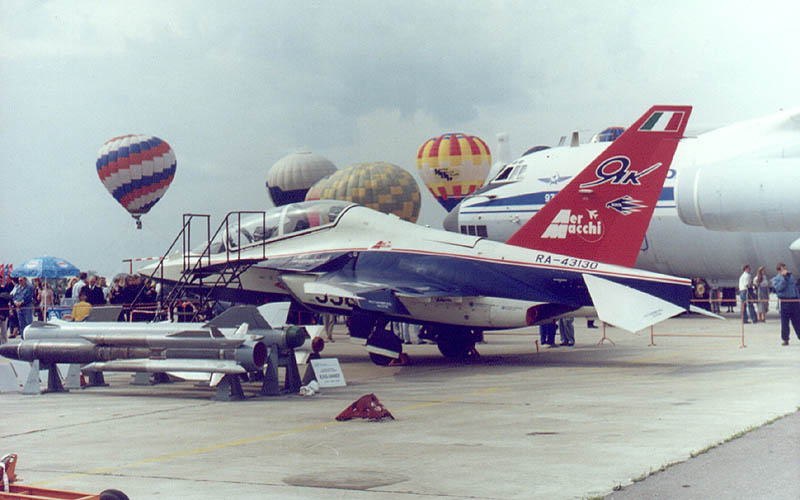
Mẫu thử nghiệm ban đầu của Yak-130

Các yêu cầu ban đầu được đặt ra vào cuối những năm 1980 đối với một máy bay huấn luyện mới để thay thế phi đội máy bay huấn luyện phản lực Aero L-29 Delfín và L-39 Albatros do Cộng hòa Séc phát triển. Năm thiết kế bao gồm Sukhoi S-54, Myasishchev M-200, Mikoyan MiG-AT và Yakovlev Yak-UTS đã được đệ trình. Tuy nhiên, vào thời điểm Liên Xô tan rã cuối cùng vào năm 1991, chỉ có các thiết kế Mikoyan và Yakovlev vẫn được xem xét. Với một nước Nga mới độc lập đang trong tình trạng khủng hoảng kinh tế và xã hội, ngân sách eo hẹp và quá trình phát triển diễn ra chậm chạp.
Dù Không quân Nga đã lựa chọn máy bay phản lực của Yakolev để tiếp tục phát triển nhưng phòng thiết kế Yakovlev do tình hình kinh phí buộc phải tìm kiếm nguồn đầu tư bên ngoài mặc dù cũng đã ít nhiều hoàn thành thiết kế cơ bản của Yak-130 vào năm 1993. Yakovlev đã ký một thỏa thuận hợp tác để cùng phát triển và tiếp thị Yak-130 với hãng máy bay Aermacchi của Ý. Trong quá trình phát triển, chiếc máy bay thử nghiệm Yak-130D đầu tiên đã thực hiện chuyến bay đầu tiên từ sân bay Gromov vào ngày 25 tháng 4 năm 1996 dưới sự điều khiển của phi công thử nghiệm Andrey Sinitsyn.
Mối quan hệ đối tác giữa hai bên cuối cùng đã trở nên tồi tệ và đến năm 2000, người Nga và người Ý đã đi theo con đường riêng của họ. Người Ý tiếp tục phát triển phiên bản máy bay của họ với tên gọi Alenia Aermacchi M-346 Master.
Yakovlev tiếp tục phát triển Yak-130 và cuối cùng đã đánh bại dự án MiG-AT vào ngày 16 tháng 4 năm 2002, khi nó được Không quân Nga lựa chọn. Vào ngày 30 tháng 4 năm 2004, Roman Taskaev - phi công thử nghiệm cao cấp của Yakovlev - đã bay chiếc Yak-130 sản xuất đầu tiên được chế tạo tại nhà máy Sokol ở Nizhny Novgorod.
Không quân Nga đang có kế hoạch trang bị 300 chiếc Yak-130 trong tương lai, mà chúng còn có thể triển khai như một máy bay tấn công hạng nhẹ hoặc như một máy bay huấn luyện cho máy bay chiến đấu thế hệ thứ 4 và 5. Một đơn đặt hàng mua 12 chiếc từ Không quân Nga để thay thế cho những chiếc Aero L-39 Albatros đã lỗi thời. Những chiếc máy bay này sẽ bắt đầu hoạt động trong Không quân Nga vào năm 2007 tại Học viện huấn luyện phi công quân sự ở Krasnodar.
Việc sản xuất theo dây chuyền Yak-130 được diễn ra ở SOKOL tại Nizhny Novgorod, cũng được biết đến với tên gọi NAZ Sokol, loạt máy bay đầu tiên xuất xưởng vào tháng 5 2003. Một loạt những chuyến bay thử nghiệm đã bắt đầu vào tháng 4 2004 và hoàn thành vào đầu năm 2006.
Không quân Nga chính thức thử nghiệm Yak-130 vào tháng 5 năm 2005. Những cuộc thử nghiệm đầy đủ đối với máy bay huấn luyện chiến đấu cao cấp này bao gồm bổ nhào quay tròn và chiến thuật không chiến, chúng sẽ kết thúc trong năm 2007 trước khi được giao hàng cho Không quân Nga.
Vào tháng 3 2006, người Nga đã thông báo rằng Algérie cũng đã đặt mua 16 chiếc Yak-130 để phục vụ trong không quân của họ.
Ngày 29 tháng 5 năm 2010, 1 chiếc Yak-130 rơi xuống đất khi đang cất cánh ở trung tâm huấn luyện hàng không Lipetsk. Không có ai bị thương trong vụ tai nạn này.

## Thiết kế và phát triển

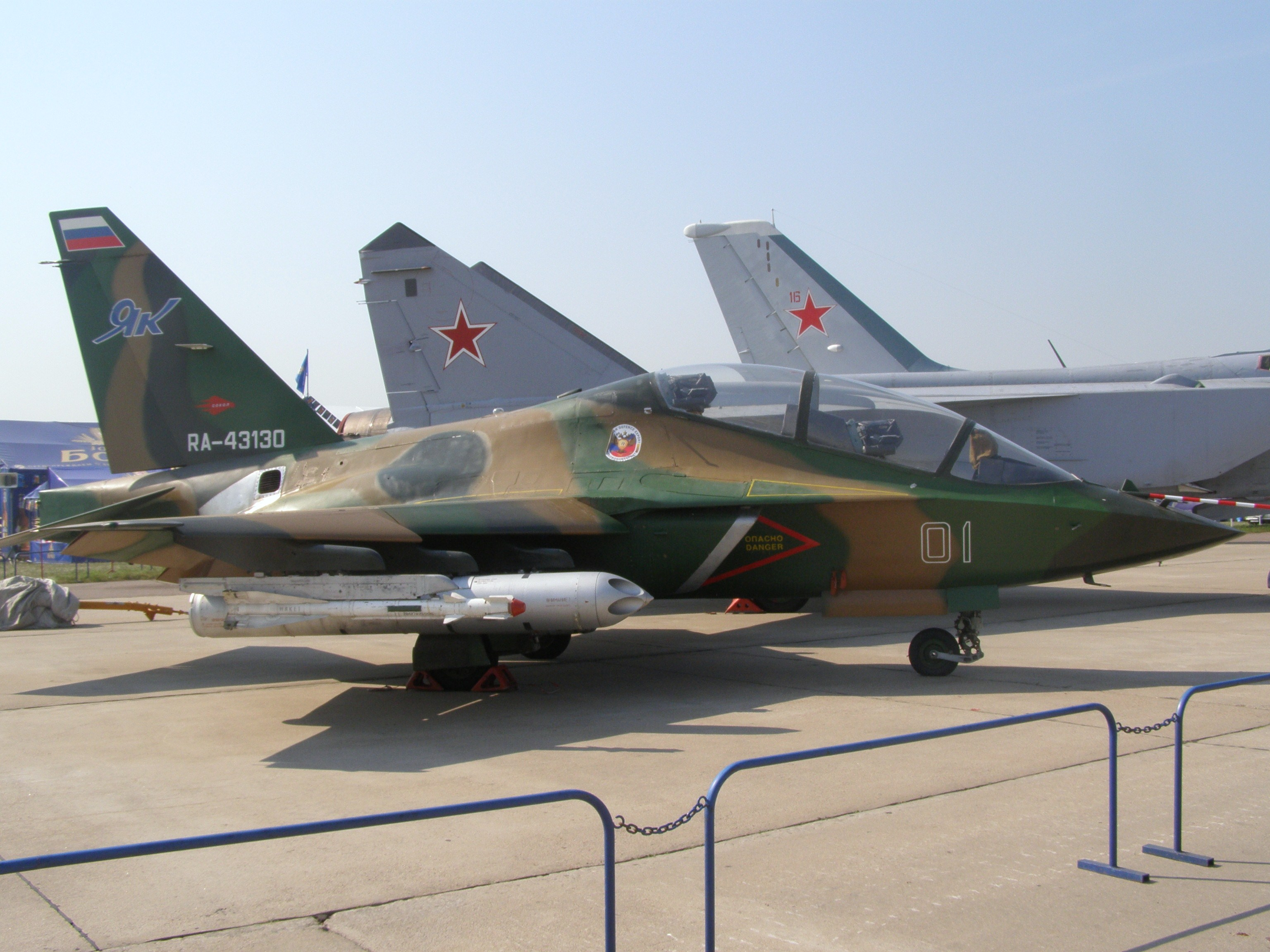
Yak-130-01

Một chương trình hợp tác phát triển máy bay huấn luyện giữa công ty Yakovlev của Nga và Aermacchi của Ý bắt đầu vào năm 1993 và chiếc máy bay thử nghiệm đầu tiên dùng để thao diễn có tên gọi Yak / AEM-130D đã bay lần đầu vào năm 1996. Vào năm 1999, quan hệ đối tác đã đổ vỡ và từ mẫu thiết kế ban đầu, 2 công ty đã phát triển chúng thành các thiết kế riêng biệt, Yakovlev đã phát triển thành Yak-130, còn Aermacchi phát triển thành M346.
Yak-130 cho phép mô phỏng hiệu suất của máy bay chiến đấu thế hệ thứ tư và thứ năm cho phi công nhưng xét về hiệu suất khí động học Yak-130 không bằng người anh em của nó là Aermacchi M-346 Master do M-346 sở hữu động cơ Honeywell F124-GA-200 có trọng lượng nhẹ hơn và khí động học tốt hơn.
Vào quý 2 năm 2003, mẫu thử nghiệm Yak-130 đã hoàn thành thành công 450 chuyến bay, bao gồm bay thao diễn tính linh hoạt với góc tấn (AoA) là 42°.
Yak-130 có thể chịu gia tốc trọng trường từ +8g đến -3g và nó có khả năng thực hiện những chuyến bay thao diễn đặc biệt huấn luyện phi công đối với máy bay chiến đấu hiện nay và các mẫu máy bay đang phát triển, bao gồm Su-30, MiG-29, Mirage, F-15, F-16, Eurofighter Typhoon, F-22 và F-35.
Một vài phiên bản khác của Yak-130 cũng đang được tính toàn, gồm máy bay huấn luyện trên tàu sân bay, một máy bay trinh sát hạng nhẹ và máy bay chiến đấu không người lái.
Yak-130 được sản xuất hàng loạt có một vài điểm khác biệt đối với máy bay thử nghiệm thao diễn là Yak-130D, với trọng lượng nhỏ hơn, phần mũi được thiết kế hoàn chỉnh cho radar, chiều dài thân máy bay ngắn hơn và diện tích cánh cũng nhỏ hơn.
Yak-130 có thiết kế cánh cụp tối ưu, được chế tạo bằng hợp kim nhẹ với những bề mặt được làm bằng sợi carbon. Nó được bảo vệ bằng loại giáp Kevlar với các phần trọng yếu, gồm động cơ, buồng lái và ngăn chứa hệ thống điện tử hàng không.
Cánh cụp được thiết kế tối ưu nhằm tận dụng lực nâng của cánh và cánh đuôi đặt thấp hơn cánh chính, làm cho mọi chuyển động của máy bay linh hoạt hơn và giúp cho phi công có thể lựa chọn góc tấn công lớn. Để hạ cánh tại những sân bay có đường băng ngắn, máy bay được trang bị với những bộ phận ở cánh, nhằm giảm quãng đường hạ cánh xuống còn 750m.
Những cánh tà có tên Fowler được lắp ở các cánh, nó có thể chuyển động về phía sau và lên xuống để tăng lực nâng và tạo lực cản khi máy bay hạ cánh. Khung máy bay được thiết kế với tuổi thọ 30 năm với 10.000 giờ bay hoặc 20.000 lần hạ cánh.

## Miêu tả thiết kế

### Buồng lái

Buồng lái của Yak-130

Yak-130 có buồng lái tiêu chuẩn 2 chỗ ngồi và được trang bị hê thống điều áp không khí, nó được trang bị loại ghế phóng NPO Zvezda K-36LT3.5 zero-zero. Phi công có một tầm nhìn toàn diện qua vòm kính che buồng lái. Phi công ngồi phía trước có một tầm nhìn qua mũi máy bay là -16°. Phi công ngồi sau là -6°. Yak-130 là máy bay đầu tiên của Nga được sản xuất với một bộ hệ thống điện tử hàng không tín hiệu số. Hệ thống điện tử này theo tiêu chuẩn Mil Standard 1553 và có thể được làm phù hợp đáp ứng các yêu cầu của khách hàng.
Máy bay có buồng lái với vòm che hoàn toàn bằng thủy tinh chống đạn. Cả hai phi công đều được trang bị hệ thống tầm nhìn ban đêm và 3 màn hình hiển thị đa chức năng tinh thể lỏng 6x8 in. Phi công phía trước có thể sử dụng hệ thống hiện thị tầm nhìn phía trước trên mũ để chỉ thị mục tiêu. Buồng lái được hệ thống cảnh báo giọng noí, MS bên trong và giao tiếp bên ngoài được công ty AA.S. Popov GZAS Joint Stock cung cấp.
Hệ thống điều khiển lái số fly-by-wire được sử dụng để điều chỉnh độ ổn định và những đặc trưng điều khiển, hệ thống an toàn bay tương tự như MiG-29, Su-27, Su-30, F-15, F-16, F-18, Mirage 2000, Dassault Rafale, Eurofighter Typhoon và F-35.
Phi công lựa chọn mô hình phần mềm của hệ thống mô phỏng điều khiển trên máy tính của Yak-130 để lựa chọn bài tập bay. Ngoài ra phi công còn có thể lựa chọn kiểu bay trong khi đang bay. Hệ thống có thể bỏ ghi nhận những sai lầm của phi công, từ đó đánh giá rút ra kết luận về chuyến bay, điều này giúp ích rất nhiều cho việc rèn luyện kỹ năng bay ở phi công.
Hệ thống điện tử hàng không với kiến trúc mở gồm 2 máy tính và một bộ đa hợp trao đổi thông tin 3 kênh. Bộ dẫn đường bao gồm những con quay laser và hệ thống định vị toàn cầu GLONASS/NAVSTAR
Trong bảng xếp hạng máy bay huấn luyện quân sự của tạp chí Military Watch, Yak-130 chiếm vị trí cuối cùng, xếp sau các máy bay như Hongdu L-15, Guizhou JL-9 và KAI T-50 Golden Eagle. Các nhược điểm của Yak-130 được chỉ ra là đặc tính bay thấp hơn so với các đối thủ, tốc độ lên cao rất thấp, khả năng cơ động tầm thường, độ cao hoạt động thấp và tốc độ cận âm nhưng hệ thống điện tử hàng không, cảm biến và khả năng tiếp cận một loạt vũ khí tiên tiến của máy bay đã phần nào bù đắp cho điều này.

### Vũ khí
Máy bay huấn luyện chiến đấu Yak-130 có thể mô phỏng các chiến thuật của các máy bay chiến đấu khác nhau. Nó có một giá treo ở giữa thân và các giá treo khác ở trên cánh để mang vũ khí, bình thường thì nó có 6 điểm treo vũ khí, nhưng khi cần thiết có thể tăng lên 8 giá treo với 2 điểm ở đầu cánh, tổng trọng tải vũ khí mà nó có thể mang là 3.000 kg.
Máy bay có thể mang vũ khí, thùng nhiên liệu phụ, hệ thống do thám và hệ thống tác chiến điện tử cho chiến tranh điện tử bao gồm radar gây nhiễu và hệ thống đối phó hồng ngoại.
Một hệ điện tử hàng không có cấu trúc mở trên Yak-130 cho phép nó có thể sử dụng rộng rãi các vũ khí của phương Tây và tên lửa dẫn đường bao gồm AIM-9L Sidewinder, Magic 2 và AGM-65 Maverick.
Yak-130 còn có thể sử dụng tên lửa dẫn đường bằng laser Vikhr, tên lửa không đối không dẫn đường bằng hồng ngoại R-73 (tên hiệu NATO AA-11 Archer) và tên lửa không đối đất dẫn đường bằng laser Kh-25ML (NATO AS-10 Karen). Ngoài ra nó còn có thể mang bom dẫn đường KAB-500Kr.
Máy bay được trang bị với một khẩu pháo 30mm GSh-30-1 hoặc pháo GSh-23 được trong pod đặt dưới thân. Ngoài ra còn có thể mang rocket không điều khiển B-8M và B-18, 250 kg bom thường và 50 kg bom chùm.

### Radar
Yak-130 được trang bị với một radar Osa hoặc Oca với dải băng tần từ 8 GHz đến 12.5 GHz được phát triển bởi NIIP Zhukovsky. Radar này có khả năng theo dõi 8 mục tiêu cùng lúc, đồng thời tấn công 4 mục tiêu ở mọi góc độ trên không hoặc 2 mục tiêu dưới đất cùng lúc. Phạm vi dò tìm mục tiêu với diện tích bề mặt phản xạ 5m² là 40 km đối với ở phía sau và 85 km ở phía trước. Và radar tự động khóa mục tiêu trong khi bám sát là 65 km.
Yak-130 còn có thể trang bị radar Kopyo (Spear), hệ thống tìm kiếm và theo dõi bằng tia hồng ngoại.

### Đối phó điện tử
Để hoạt động trong môi trường chiến tranh điện tử, Yak-130 được trang bị các loại pháo sáng và mảnh kim loại nhỏ nhằm gây nhiễu, radar cảnh báo và gây nhiễu chủ động

### Động cơ
Máy bay có tỷ số lực đẩy/trọng lượng lớn khoảng 0.85. Nó được trang bị 2 động cơ phản lực cánh quạt đẩy Klimov RD-35, lực đẩy 2.200 kg mỗi chiếc. Máy bay hiện nay còn được tính đến trang bị với 2 động cơ kinh tế hơn là AI-222-25, lực đẩy mỗi chiếc là 2.500 kg và được phát triển bởi Motor Sich, Zaporozh'e Progress và Moscow Salyut Motor Building Production Enterprise trong chương trình hợp tác giữa Nga và Ukraina. Phiên bản xuất khẩu của Yak-130 có thể được trang bị động cơ Povazske Strojarne DV-2SM, nhưng nếu có yêu cầu của người mua máy bay này sẽ được trang bị động cơ Saturn AL-55 hoặc  động cơ phản lực cánh quạt Ivchenko-Progress AI-222-25, lực đẩy 24,52 kN (5.510 lbf) cho mỗi động cơ.
Thùng nhiên liệu bên trong, gồm 2 thùng trong cánh và 1 thùng ở giữa thân, tổng trọng lượng mang lên tới 1.750 kg nhiên liệu. Với 2 thùng nhiên liệu phụ có thể mang thêm, máy bay sẽ chứa được 2.650 kg nhiên liệu. Máy bay còn có thể tiếp nhiên liệu trên không khi bay. Tùy theo nhu cầu của từng khách hàng, Yak-130 có thể trang bị hệ thống tiếp nhiên liệu trên không.

## Các phiên bản
- Yak-130/Aermacchi - mẫu thử nghiệm huấn luyện.
- Yak-130-01 - Máy bay chiến đấu và huấn luyện hợp tác giữa Nga-Italy. 90% là các kết cấu từ Yak-130. Hệ thống điện tử được cung cấp bởi "Elektroavtomatika", SPB, Nga. Sản xuất ở "Sokol".

## Tai nạn
Tính tới năm 2024 dòng máy bay Yak-130 đã xảy ra 14 vụ tai nạn (so với 2 vụ của phiên bản M-346 Master do Ý sản xuất)
- Ngày 26 tháng 6 năm 2006, nguyên mẫu Yak-130 đã bị rơi ở vùng Ryazan do sự cố của hệ thống điều khiển.
- Ngày 29 tháng 5 năm 2010 chiếc Yak-130 tiền sản xuất (số đuôi 93) của trung tâm huấn luyện chiến đấu và đào tạo Lipetsk đã bị rơi do sự cố của hệ thống điều khiển.
- Ngày 15 tháng 4 năm 2014 một chiếc Yak-130 của Không quân Nga đã bị rơi tại khu vực quận Akhtubinsky của vùng Astrakhan, cách Akhtubinsk 25 km. Cả hai phi công đều bị thương nặng, một trong số họ đã chết - Trung tá huấn luyện viên phi công Sergei Seregin. Máy bay bị phá hủy hoàn toàn do lỗi của hệ thống điều khiển.
- Ngày 21 tháng 6 năm 2017, tại căn cứ không quân Borisoglebsk khu vực Voronezh, bộ phận hạ cánh phía trước đã không bung ra khỏi chiếc Yak-130 (số đuôi 43) trong một chuyến bay huấn luyện. Máy bay hạ cánh an toàn với thiệt hại nhẹ.
- Cũng vào ngày 21 tháng 6 năm 2017, tại lãnh thổ Krasnodar gần thành phố Armavir, chiếc Yak-130 (số đuôi 55) xảy ra sự cố với hệ thống thủy lực. Máy bay đã hạ cánh khẩn cấp bằng thân dưới trên một cánh đồng.
- Ngày 11 tháng 7 năm 2017 máy bay Yak-130 của Phi đội 21 thuộc Không quân Bangladesh bị rơi gần núi Lohagara (huyện Narail, vùng Khulna, Bangladesh). Vụ tai nạn là trường hợp mất máy bay loại này đầu tiên bên ngoài Liên bang Nga.
- Ngày 16 tháng 9 năm 2017, một chiếc Yak-130 do thiếu tá Ivan Klimenko và thiếu tá Sergei Zavoloka điều khiển khi đang thực hiện chuyến bay huấn luyện gần sân bay Borisoglebsk (vùng Voronezh) đã bị rơi.
- Ngày 27 tháng 12 năm 2017, tại quận Coxs Bazar ở đông nam Bangladesh đã xảy ra một vụ va chạm trên không giữa hai chiếc Yak-130 của Không quân Bangladesh. Cả hai máy bay đều bị phá hủy.
- Ngày 12 tháng 4 năm 2018, tại quận Gribanovsky của vùng Voronezh, máy bay Yak-130 của Trường phi công hàng không cao cấp Krasnodar ở thành phố Borisoglebsk đã bị rơi do trục trặc kỹ thuật.
- Ngày 19 tháng 5 năm 2021, một chiếc Yak-130 đã rơi trên lãnh thổ của thành phố Baranovichi -  Belarus khiến cả hai phi công đều thiệt mạng. Nguyên nhân là do lỗi điều khiển.
- Ngày 9 tháng 5 năm 2024, trong một cuộc triển lãm hàng không, khi máy bay của Không quân Bangladesh bốc cháy giữa không trung. Phi công thiệt mạng.
- Ngày 04 tháng 10 năm 2024, máy bay Yak-130 của Không quân Lào gặp sự cố khi tập luyện. Phi cơ gặp sự cố rơi xuống hồ nước tại huyện Pẹc, tỉnh Xiêng Khoảng - Bác Lào. Cả 2 phi công được coi là dã thiệt mạng.
- Ngày 10 tháng 10 năm 2024, lại có thêm một máy bay huấn luyện chiến đấu Yak-130 bị rơi ở vùng Volgograd của Nga, động cơ gặp sự cố. Phi công nhảy dù an toàn.
- Ngày 06 tháng 11 năm 2024, máy bay Yak-130 của Trung đoàn không quân 940 gặp sự cố khi tập luyện. Phi cơ gặp sự cố khi rời sân bay Phù Cát khoảng 15 km, rơi ở khu vực đồi núi xã Bình Hòa, huyện Tây Sơn. Hai phi công đã nhảy dù và được cứu hộ an toàn.[4]

## Các quốc gia sử dụng
Algérie
- Không quân Algérie – 16 chiếc có trong biên chế[5]
  - Trung đoàn Huấn luyện Thứ cấp 620[6]

 Lào
- Không quân Quân Giải phóng Nhân dân Lào – 4 chiếc có trong biên chế, 6 chiếc đang chờ bàn giao.[5][7]

 Nga
- Lực lượng Hàng không vũ trụ Nga – Đã bàn giao hơn 117 chiếc từ 2009-2023, đã mất 5 chiếc do tai nạn.[5][8][9][10][11]
  - Trung đoàn Huấn luyện Hàng không 160
  - Trung đoàn Huấn luyện Hàng không 713
  - Trung tâm Bay thử nghiệm Quốc gia số 929
- Không quân Hải quân Nga - Đang đặt hàng 10 chiếc, thay thế cho dòng L-39C.
  - Trung tâm Huấn luyện phi công Không quân Hải quân và Ứng dụng chiến đấu số 859

 Iran
- Không quân Cộng hòa Hồi giáo Iran – Ít nhất 2 chiếc có trong biên chế.[12][13]

 Bangladesh
- Không quân Bangladesh – 13 chiếc có trong biên chế, mất 3 chiếc do tai nạn huấn luyện.[14][15][16][17]
  - Trung đoàn 21 (Avengers)
  - Trung đoàn 105 (Trident)

 Belarus
- Không quân Belarus – 11 chiếc có trong biên chế. 1 chiếc khác bị rơi năm 2021.[5][18] Sẽ được nâng cấp trang bị hệ thống phòng thủ nội địa Talisman ADS.

 Myanmar
- Không quân Myanmar – 18 chiếc có trong biên chế[5]

 Việt Nam
- Không quân nhân dân Việt Nam – 11 chiếc có trong biên chế. 1 chiếc khác bị rơi năm 2024.
  - Trung đoàn Không quân 940 - Trường Sĩ quan Không quân[19]

## Thông số kỹ thuật (Yak-130)

### Đặc điểm riêng
- Phi hành đoàn: 2 (1 học viên và 1 giáo viên hướng dẫn)
- Chiều dài: 11.49 m (37 ft 8 in)
- Sải cánh: 9.72 m (31 ft 10 in)
- Chiều cao: 4.76 m (15 ft 7 in)
- Diện tích: 23.52 m² (253.2 sq ft)
- Trọng lượng rỗng: 4.600 kg (10.141 lb)
- Trọng lượng cất cánh: 6.350 kg (14.000 lb)
- Trọng lượng cất cánh tối đa: 10.290 kg (22.685 lb)[20]
- Động cơ: 2× Klimov RD-35, lực đẩy 21.58 kN (4.852 lbf) mỗi chiếc

### Hiệu suất bay
- Vận tốc cực đại: 1.060 km/h (660 mph)
- Vận tốc hành trình: 887 km/h (551 mph)
- Tầm bay xa: 2.037 km (1.265,7 miles với 1.750 kg nhiên liệu trong thân)
- Tầm bay xa: 2.546 km (1.582 miles với 2 x 450 kg nhiệu liệu phụ bên ngoài)
- Bán bán kính chiến đấu: 555 km (345 miles)
- Trần bay: 12.500 m (41.000 ft)
- Vận tốc lên cao: 234 km/h (12.800 ft/min)
- Lực nâng của cánh: 276.4 kg/m² (56.60 lb/sq ft)
- Lực đẩy/trọng lượng: 0.85
- Maximum G limits: -3g/+8g [21]
- Nhiên liệu trong thân: 1750 kg (3853.3 lb)
- Thời gian bay liên tục: 3 giờ
- Thời gian tăng tốc của động cơ từ không lên đến tối đa: 5 s
- Tốc độ khi hạ cánh với 200 kg dầu trong thân: 180 km/h (112 mph, 98 kn)
- Chiều dài đường băng cất cánh: 380m  (1.246,7 ft)
- Chiều dài đường băng hạ cánh: 670m (2.198,14 ft)

### Vũ khí
Lên tới 3.000 kg (6.614 lb) trên 9 mấu treo cứng bên ngoài, gồm:
- 1x pháo 30 mm GSh-30-1 hoặc GSh-23_ 2 x 23 mm (Pod pháo gắn dưới thân)
- Tên lửa không đối không: AIM-9L Sidewinder, Magic 2, Vympel R-73 (Định danh của NATO là AA-11 Archer).
- Tên lửa không đối đất: Kh-25ML (Định danh của NATO là AS-10 Karen), AGM-65 Maverick.[22]
- Bom: Bom dẫn đường thông minh KAB-500Kr, bom thường loại 500 kg, 250 kg, 100 kg và 50 kg.
- Rocket không điều khiển: S-25, S-13, S-8[23].
- Thùng dầu phụ: Lên đến 2 x 450 kg (991.8 lb) bên ngoài trên hai điểm treo "ướt"

### Máy bay có cùng sự phát triển
- Aermacchi M-346

### Máy bay có tính năng tương đương
- HAIG L-15
- EADS Mako/HEAT
- FMA IA 63 Pampa
- BAE Hawk 200